# Porphyrinia gratiosa
Porphyrinia gratiosa är en fjärilsart som beskrevs av Eduard Friedrich Eversmann 1854. Porphyrinia gratiosa ingår i släktet Porphyrinia och familjen nattflyn. Inga underarter finns listade i Catalogue of Life.